# 罗什图瓦兰
罗什图瓦兰（法語：Rochetoirin，法語發音：[ʁɔʃtwaʁɛ̃]）是法国伊泽尔省的一个市镇，位于该省西北部，属于拉图尔迪潘区。

## 地理
罗什图瓦兰（45°34'54"N, 5°25'5"E）面积10.62 平方千米，位于法国奥弗涅-罗讷-阿尔卑斯大区伊泽尔省，该省份为法国东南部内陆省份，北起顺时针与安省、萨瓦省、上阿尔卑斯省、德龙省、阿尔代什省、卢瓦尔省和罗讷省。
与罗什图瓦兰接壤的市镇（或旧市镇、城区）包括：塞雪、蒙卡拉、吕伊-蒙索、圣让德苏丹。

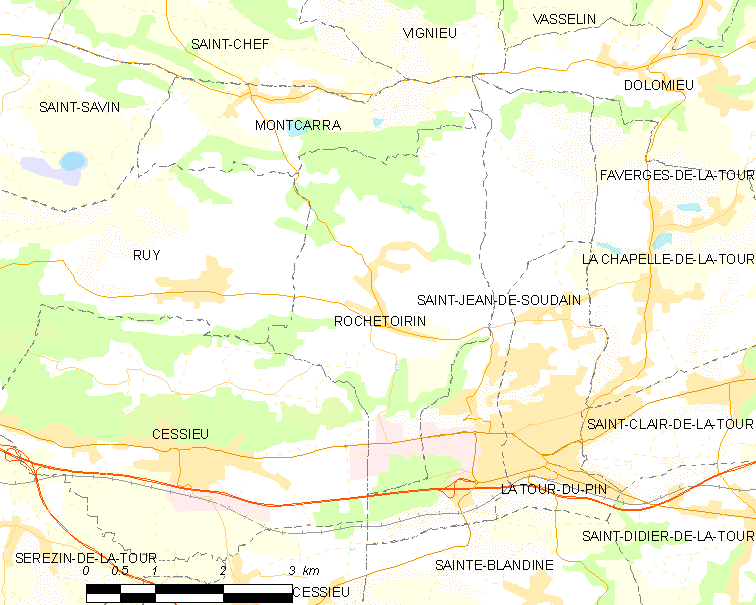
罗什图瓦兰的OSM定位图

罗什图瓦兰的时区为UTC+01:00、UTC+02:00（夏令时）。

## 行政
罗什图瓦兰的邮政编码为38110，INSEE市镇编码为38341。

## 政治
罗什图瓦兰所属的省级选区为拉图尔迪潘县。

## 人口

1962-2008年间罗什图瓦兰人口变化图示

罗什图瓦兰于2022年1月1日时的人口数量为1102人。

## 友好城市
- 法國 上阿斯帕克